# خندزریستان
خندزریستان (ارمنی: Խնձրիստան) یک منطقهٔ مسکونی در جمهوری آرتساخ است که در استان آسکران واقع شده‌است.

## خصوصیات
خندزریستان ۸۱۴ نفر جمعیت دارد.